# Robin Olds
Robin Olds (14 de julio de 1922 - 14 de junio de 2007) fue un piloto de combate estadounidense y general brigadier de la Fuerza Aérea de los EE. UU. Era un "triple as", con un total combinado de 17 victorias en la Segunda Guerra Mundial (13) y la Guerra de Vietnam (4). Se retiró en 1973 como Brigadier general.
Hijo del general Robert Olds, de las Fuerzas Aéreas del Ejército, educado en West Point y producto de una educación en los primeros años del Cuerpo Aéreo del Ejército de EE. UU., Robin Olds personificó al joven piloto de la Segunda Guerra Mundial. Permaneció en el servicio cuando se convirtió en la Fuerza Aérea de los Estados Unidos, a pesar de estar a menudo en desacuerdo con su liderazgo y fue uno de sus pilotos pioneros del jet. Elevándose al mando de dos alas de caza, Olds es considerado entre los historiadores de la aviación y sus pares, como el mejor comandante de ala de la Guerra de Vietnam, tanto por sus habilidades para combatir el aire como por su reputación como líder de combate. Olds fue ascendido a General de brigada después de regresar de Vietnam. El resto de su carrera la pasó en puestos no operativos, como Comandante de Cadetes en la Academia de la Fuerza Aérea de los Estados Unidos y como funcionario en la Oficina del Inspector General de la Fuerza Aérea. Su incapacidad para ascender más como oficial general se atribuye tanto a sus puntos de vista inconformistas como a su inclinación por la bebida. Olds tenía una carrera y una vida muy publicitadas, incluido el matrimonio con la actriz de Hollywood Ella Raines. De joven también fue reconocido por su destreza atlética tanto en la escuela secundaria como en la universidad, siendo nombrado All-American como liniero en el fútbol americano universitario. Olds expresó su filosofía con respecto a los pilotos de combate en la cita: "Hay pilotos y pilotos, con los buenos, es innato. No se puede enseñar. Si eres un piloto de combate, tienes que estar dispuesto a tomar riesgos ".

## Primeros años
Robert Olds Jr. nació en Honolulu en una familia del ejército y pasó gran parte de su infancia en Hampton, Virginia, donde asistió a la escuela primaria y secundaria. Su padre era el Capitán (luego Mayor General) Robert Oldys (luego Olds), un instructor piloto en Francia durante la Primera Guerra Mundial, exasesor del General de Brigada Billy Mitchell de 1922 a 1925, y un destacado defensor de la estrategia bombardeo en el Cuerpo Aéreo. Su madre, Eloise Wichman Nott Olds, murió cuando Robin tenía cuatro años y fue criado por su padre. Olds era el mayor de cuatro hermanos, seguido por Stevan (1924), Sterling (1935) y Frederick (1936). Al crecer principalmente en Langley Field, Virginia, Olds virtualmente estableció contacto diario con el pequeño grupo de oficiales que liderarían las Fuerzas Aéreas del Ejército de los Estados Unidos durante la Segunda Guerra Mundial (un vecino era el Mayor Carl Spaatz, destinado a convertirse en el primer jefe de Estado Mayor de la Fuerza Aérea de Estados Unidos), y como resultado estaba imbuido de una dedicación inusualmente fuerte al servicio aéreo, y por el contrario, con una baja tolerancia para los oficiales que no exhibieron lo mismo. El 10 de noviembre de 1925, su padre compareció como testigo en nombre de Billy Mitchell durante la corte marcial de Mitchell en Washington D. C. Trajo a Robin, de tres años, a la corte, vestido con un uniforme del Servicio Aéreo, y posó con él para fotógrafos de periódicos antes de testificar. Olds voló por primera vez a la edad de ocho años, en un biplano de cabina abierta operado por su padre. A la edad de 12 años, Olds hizo que asistir a la Academia Militar de los EE. UU. En West Point fuera un objetivo para lograr sus objetivos de convertirse en oficial y aviador militar, además de jugar al fútbol. Su padre fue nombrado comandante del pionero B- 17 Flying Fortress del 2.º Grupo de Bombarderos en Langley Field el 1 de marzo de 1937, y fue promovido a Teniente coronel el 7 de marzo. Olds asistió a Hampton High School donde fue elegido presidente de su clase tres años sucesivos, y jugó al fútbol universitario en la escuela secundaria un equipo que ganó el campeonato estatal de Virginia en 1937. Olds era agresivo, incluso muy rudo, como jugador, y recibió ofertas para asistir al Virginia Military Institute y al Dartmouth College en becas de fútbol. En lugar de ingresar a la universidad después de graduarse en 1939, Olds se matriculó en Millard Preparatory School en Washington D. C., una escuela establecida para preparar a los hombres para los exámenes de ingreso a las academias militares. Cuando Alemania invadió Polonia, Olds intentó unirse a la Real Fuerza Aérea Canadiense, pero se vio frustrado por la negativa de su padre a aprobar sus documentos de alistamiento. Olds completó Millard Prep y solicitó su admisión a la Academia Militar de los Estados Unidos en West Point. Después de que recibió un compromiso condicional para la nominación del congresista de Pensilvania, J. Buell Snyder, Olds se mudó a Uniontown, Pensilvania, donde vivió en la YMCA y se mantuvo trabajando en trabajos extraños. Aprobó el examen de ingreso de West Point y fue aceptado en la Clase de 1944 el 1 de junio de 1940. Ingresó a la academia un mes más tarde, pero después del ataque japonés en Pearl Harbor, Olds fue enviado a la Escuela de Aeronáutica de Spartan en Tulsa, Oklahoma, para entrenamiento de vuelo Este entrenamiento terminó un año más tarde en la Navidad de 1942. Olds regresó a West Point, esperando graduarse temprano y ver acción en la guerra.

### West Point y el futbol americano

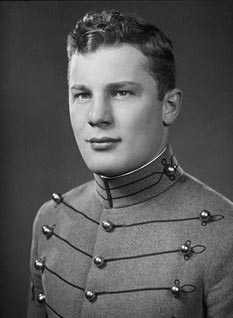
Olds en su época de cadete en West Point

Bajo el programa plebe para novatos de Army Black Knights de West Point, Olds jugó al fútbol americano en el equipo de primer año que comenzó la temporada con tres derrotas, pero terminó 3-4-1, mientras que el equipo ganó solo un juego en su segunda temporada perdedora consecutiva. Como resultado, el nuevo superintendente de la academia, mayor general Robert L. Eichelberger, quien reemplazó al entrenador en jefe (un oficial del ejército) con Earl "Red" Blaik, un graduado de 1920 y entrenador en jefe en Dartmouth, que había reclutado a Olds en 1939. Olds jugó en el equipo universitario de fútbol americano colegial tanto en 1941 como en 1942. Con 6 pies 2 pulgadas de alto (1.88 m) y pesando 205 libras (92 kg), jugó en la posición de tackle, tanto en la ofensiva como en la defensiva, poniendo letras a ambas temporadas. El récord del ejército en 1941 fue de 5-3-1, con victorias sobre Citadel, VMI, Yale, Columbia y West Virginia, un empate sin anotaciones contra Notre Dame y derrotas ante Harvard, Penn y Navy. La pérdida en contra de los Guardiamarinas fue seguida ocho días más tarde por el ataque a Pearl Harbor. En 1942 fue nombrado por la revista Collier's Weekly como su "Lineman of the Year" y por Grant Rice como "Jugador del año". Olds también fue seleccionado como un All-American ya que los cadetes compilaron un récord de 6-3, superando a Lafayette College, Cornell, Columbia, Harvard, VMI y Princeton, y cayendo a Notre Dame, Penn y Navy. En el clásico Army-Navy de 1942, que se jugó en Annapolis en lugar de Filadelfia, a Olds le rompieron los dientes frontales superiores cuando recibió un golpe en el antebrazo mientras hacía un tackle. Olds regresó al juego y, según los informes, fue ovacionado por la Tercera y Cuarta Clases de la Marina, que fueron asignadas como la sección de ánimo del Ejército cuando las restricciones de viaje en tiempos de guerra impidieron la asistencia del Cuerpo de Cadetes. En 1985 Olds ingresó en el Salón de la Fama del Fútbol Americano Universitario. Olds desarrolló sentimientos ambivalentes sobre West Point, admirando su dedicación a "deber, honor, país", pero perturbado por la tendencia de muchos oficiales tácticos a distorsionar el propósito de su Código de Honor En marzo de 1943, Olds fue apoyado por un oficial al regresar de su ausencia en la ciudad de Nueva York, y obligado a pagar una infracción de honor para admitir que había consumido alcohol. La infracción lo redujo en rango de capitán de cadete a cadete privado, caracterizado por Olds en sus memorias como "solo el segundo cadete en la historia de West Point para ganar ese dudoso honor". Caminaba en castigos hasta el día de su muerte, graduación en junio. El incidente dejó su huella en Olds de tal manera que cuando se convirtió en Comandante de Cadetes en la Academia de la Fuerza Aérea, el uso del Código de Honor como un instrumento para la integridad más que como una herramienta para la aplicación de disciplina pequeña se convirtió en un punto de énfasis en su administración. Durante su Academia, Olds también adquirió un fuerte desprecio por la formación de redes de antiguos alumnos, comúnmente llamado "ring knocking", en la medida en que se desvió de su camino para ocultar su experiencia en West Point. Por un acto del Congreso de El 1 de octubre de 1942, durante el año de Segunda Clase de Olds, la academia comenzó un plan de estudios de tres años durante la guerra para los cadetes que ingresaron después de julio de 1939. Los cadetes que se postulaban para el Cuerpo Aéreo fueron clasificados como Cadetes Aéreos, con un plan de estudios modificado que brindó entrenamiento aéreo pero eliminó la Topografía Militar y los Gráficos necesarios para los Cadetes de Tierra. La clase de Olds recibió un curso de estudio resumido de segunda clase hasta el 19 de enero de 1943, cuando comenzó un curso de primera clase abreviado. Olds completó el entrenamiento primario en el verano de 1942 en la Spartan School of Aviation en Tulsa, Oklahoma, y entrenamiento básico y avanzado en Stewart Field, Nueva York. 208 cadetes incluyendo Olds completaron el curso, mientras que cinco compañeros de clase murieron en accidentes. Olds recibió personalmente sus alas de piloto del general Henry H. Arnold el 30 de mayo de 1943, y se graduó el 1 de junio como miembro de la Clase de junio de 1943, 194 en mérito general de 514 graduados.

## Piloto de combate de la Segunda Guerra Mundial

### Misiones en el P-38 Lightning

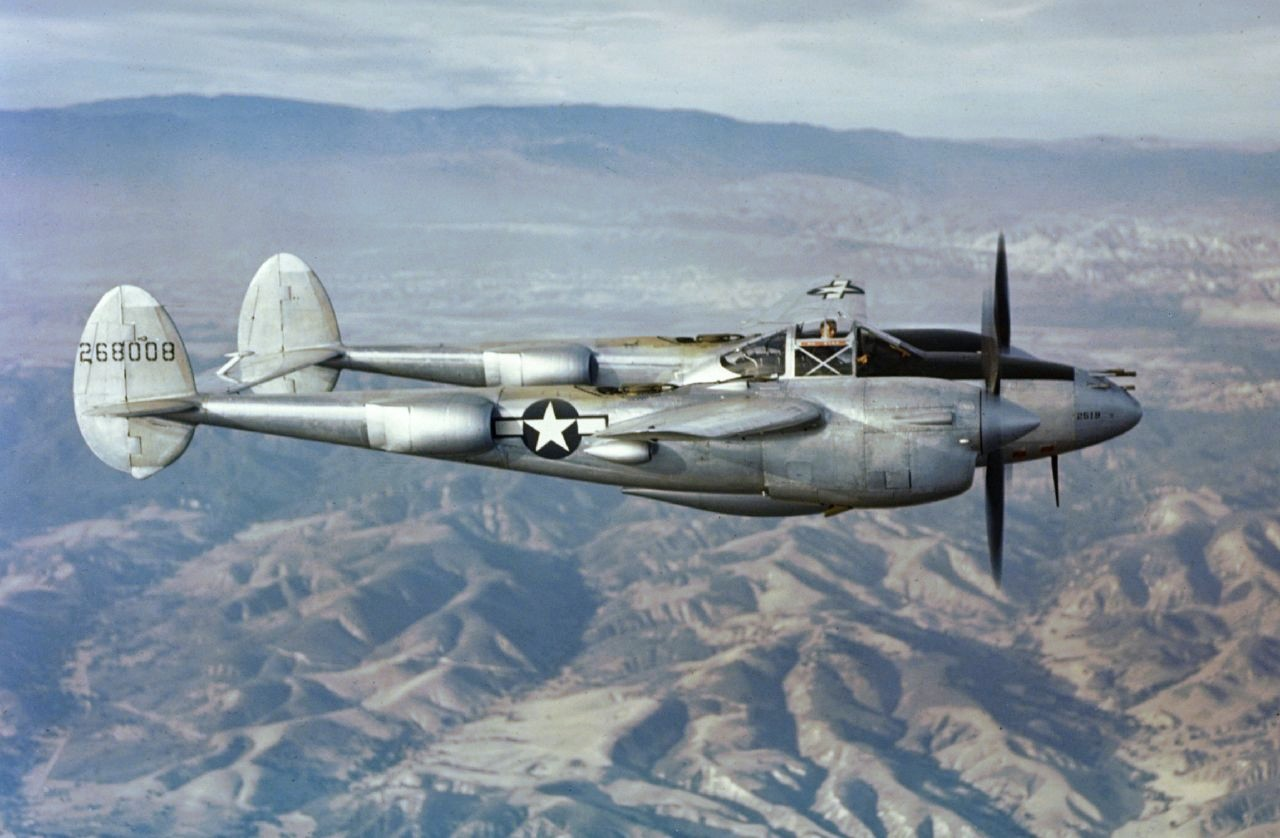
Un P-38J volando sobre California.

El Teniente Olds completó el entrenamiento de piloto de combate con 329th Fighter Group, una unidad de entrenamiento operacional con sede en Grand Central Air Terminal en Glendale, California. Su entrenamiento inicial con aparatos bimotores en Williams Field, Arizona, fue en el Curtiss AT-9, seguido de transición al entrenamiento de caza en Lockheed P-38 Lightning, en su variante P-322. Después del entrenamiento de tiro en Matagorda, Texas en la primera mitad de agosto de 1943, fue asignado al entrenamiento de fase P-38 en Muroc Army Air Field, California. A principios de 1944 se convirtió en parte del equipo asignado para armar el recientemente activado 434.º Escuadrón de Cazas y su 479.º Grupo de Caza, con sede en Lomita, California. Olds registró 650 horas de vuelo durante el entrenamiento, incluidas 250 horas en el P-38 Lightning, a medida que el 479.º incrementó su competencia como grupo de combate. Partió del área de Los Ángeles el 15 de abril hacia Camp Kilmer, Nueva Jersey, y se embarcó a bordo del USS Argentina hacia Europa el 3 de mayo. El 479 llegó a Escocia el 14 de mayo de 1944 y arribó a la base de la RAF en Wattisham, Inglaterra, a donde llegó al día siguiente.
El 479° entró en combate el 26 de mayo, volando misiones de escolta de bombarderos y atacando objetivos de transporte en la Francia Ocupada antes de la invasión de Normandía. Olds voló un nuevo P-38J Lightning que apodó Scat II. El jefe del equipo de mantenimiento de Olds, Sgt. Glen A. Wold, dijo que Robin mostró un interés inmediato en el mantenimiento de la aeronave y aprendió el servicio de emergencia que le enseñó Wold. También insistió en que su avión se encerara antes de cada misión para reducir la resistencia al viento y ayudó a su equipo de mantenimiento a llevar a cabo sus tareas. El 24 de julio, Olds fue promovido a capitán y se convirtió en jefe de escuadrilla y luego de escuadrón. Tras una misión de bombardeo de bajo nivel a Montmirail, Francia, el 14 de agosto, Olds derribó su primer avión alemán, un par de Focke-Wulf Fw 190. En una misión de escolta a Wismar el 25 de agosto, su escuadrilla estaba en el extremo izquierdo de la formación en línea de fondo del grupo y encontró unos 40 o 50 Messerschmitt Bf 109 cerca de Wittenberge, volando hacia el norte a la misma altura de 28,000 pies (8,500 m) en una formación suelta de tres grandes "V". Olds giró hacia la izquierda y comenzó una persecución de diez minutos en la que treparon por encima y detrás de los alemanes. Más allá de Bützow, sin ser detectados por los alemanes, Olds y su compañero arrojaron sus tanques de combustible extra y atacaron, aunque el segundo elemento del vuelo no lo pudo seguir durante el ascenso. Justo cuando Olds comenzó a disparar, ambos motores de su P-38 se apagaron, en la excitación del ataque había olvidado cambiar el flujo a sus tanques de combustible internos. Continuó atacando en "modo de palanca muerta", impactando su objetivo en el fuselaje y arrancándole parte de la cubierta del motor. Después de dañar fatalmente al Bf-109, se zambulló y reinició sus motores. A pesar del daño de batalla en su propio avión, incluida la pérdida de una ventana lateral de su cabina, Olds derribó a dos durante el combate aéreo y otro en el camino a casa para convertirse en el primer as del 479.º FG. Su informe de combate para esa fecha concluyó: 
"Todavía en una picada suave, observé a un P-38 y a un Me-109 dando vueltas y vueltas. Parecía que el P-38 necesitaba ayuda, así que comencé a bajar. A unos 4.000 pies (1.200 m), el Jerry, todavía fuera de mi alcance, giró debajo de mí y ligeramente hacia la derecha. Invertí mi avión, lo seguí y le di un disparo fallido a larga distancia. En este momento yo estaba viajando a más de 500 mph (800 km/h). Mi ventana izquierda estalló, asustándome muchísimo. Pensé que había sido golpeado por fuego de tierra que había observado en las cercanías. Recuperé el control de mi avión y lo saqué por encima de un campo de trigo. Traté de contactar con la escuadrilla para que me reconocieran, pero observé que un Me-109 me pasaba desde las siete en punto. Rompí a la izquierda lo mejor que mi avión pudo y el Jerry se sobrepasó. Me enderecé y le di un disparo. Se dirigió hacia la izquierda y yo disparé una vez más. Pasó por encima de mí y me deslicé en un giro Immelmann. Cuando me enderecé en la parte superior, vi saltar al piloto."
Olds reclamó ocho victorias con el P-38 (posteriormente solo se le acreditarían cinco según la Agencia de Investigación Histórica de la Fuerza Aérea). y fue acreditado originalmente como el piloto de P-38 de mayor puntuación del Teatro de Operaciones Europeo.

### Piloto de Mustang P-51
El 479.º FG fue dotado del soberbio Mustang P-51 a mediados de septiembre. En su segundo vuelo de transición, en el momento de tocar tierra durante el aterrizaje, Olds aprendió una lección sobre "falsa confianza" cuando el poderoso torque del caza monomotor lo obligó a hacer un trompo después de que el Mustang se salió de pista. Olds derribó un Fw 190 en su nuevo Scat IV el 6 de octubre durante una batalla salvaje cerca de Berlín en la que casi fue derribado por su propio compañero. Completó su primera turno de combate el 9 de noviembre de 1944, acumulando 270 horas de combate y seis aviones enemigos derribados.

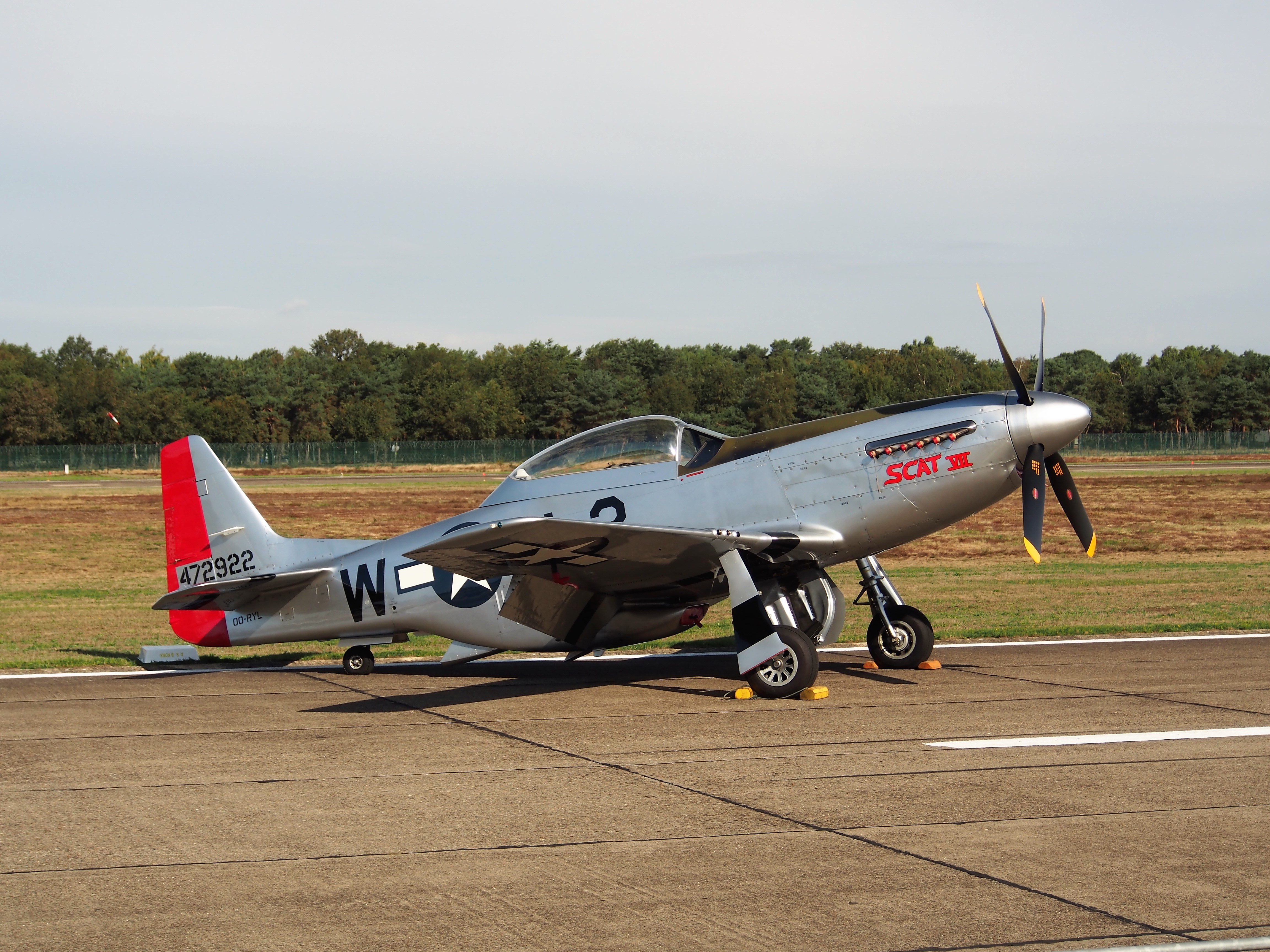
El P-51 de Olds, el Scat VII que sobrevivió a la Segunda Guerra Mundial y se encuentra en estado operativo con el mismo esquema de colores que tenía hace más de 60 años.

Después de regresar a los Estados Unidos por una licencia de dos meses, Olds comenzó un segundo turno en Wattisham el 15 de enero de 1945. Fue asignado como oficial de operaciones del escuadrón 434.º de caza. Promovido a mayor el 9 de febrero de 1945, Olds obtuvo su séptima victoria al sureste de Magdeburg, Alemania el mismo día, derribando a otro Bf 109. El 14 de febrero, obtuvo tres victorias, dos Bf 109 y un Fw 190, pero una de las anteriores fue acreditado solo como "probable". Su última victoria de la Segunda Guerra Mundial ocurrió el 7 de abril de 1945 liderando el 479.º Grupo de Caza en una misión de escolta de B-24s bombardeando un depósito de municiones en Lüneburg, Alemania. El combate marcó la única aparición en combate del Sonderkommando Elba, un escuadrón de la Fuerza Aérea Alemana formado para atacar a los bombarderos aliados. Al sur de Bremen, Olds notó que se formaba una estela de condensación sobre un banco de cirros, de aviones que volaban arriba y a la izquierda de los bombarderos. Durante cinco minutos, estos bogeys fueron paralelos a la corriente del bombardero mientras que el 479.º mantenía posiciones. Al volverse para investigar, Olds vio un par de Me 262 hacia los B-24 Liberators . Después de dañar uno de los jets en una persecución destinada a atraer a la escolta de combate lejos de los bombarderos, los Mustang volvieron a la senda de los bombarderos. Olds observó un Bf 109 de Sonderkommando Elbe atacar a los bombarderos y derribar un B-24. Olds persiguió al Bf 109 a través de la formación y lo derribó. Olds logró la mayor parte de sus créditos de ametrallamiento la semana siguiente en ataques contra los aeródromos de Lucken Blankensee y Tarnewitz el 13 de abril, y Reichersburgairfield en Austria el 16 de abril, cuando destruyó seis aviones alemanes en el suelo. Más tarde reflexionó sobre los peligros de tales misiones:

Fui golpeado por fuego antiaéreo mientras salía de un ataque en picado en un aeródromo llamado Tarnewitz, en el Báltico. Cinco P-51 hicieron un pase en ese aeródromo ese día de abril. Fui el único que regresé a casa... Cuando probé las características de pérdida de mi pájaro herido sobre nuestro aeródromo local, descubrí que dejaba de volar a poco más de 175 mph (282 km/h), y rolaba violentamente hacia el ala muerta (nota: el flap derecho había volado y tenía dos grandes agujeros en la misma ala). ¿Qué hacer? Saltar en paracaídas parecía la respuesta lógica, pero aquí es donde el sentimiento se interpuso en el camino de la razón. Ese avión (nota: Scat VI) me había llevado por muchos lugares y maldito de mí si iba a renunciar a él ... ¿por qué el pájaro y yo sobrevivimos al vuelco, rebote y aleteo a lo largo de la longitud del campo?, supongo que nunca lo sabré.

Olds no solo había alcanzado la jerarquía de Mayor, sino que recibió el mando de su escuadrón el 25 de marzo, a menos de dos años de haberse graduado de West Point y con tan solo 22 años de edad. Al final de su servicio de combate fue acreditado oficialmente con 13 aviones alemanes derribados y 11.5 otros destruidos en tierra. Olds se convirtió en un as en sus dos turnos de combate y recibió dos veces la Estrella de Plata, por la misión del 25 de agosto y por los logros de él y su escuadrón durante sus turnos combinados.
La American Fighter Aces Association, le reconoció al mayor Robin Olds ser único as, tanto en el P-38 (5 victorias), como en el P-51 (8 victorias).

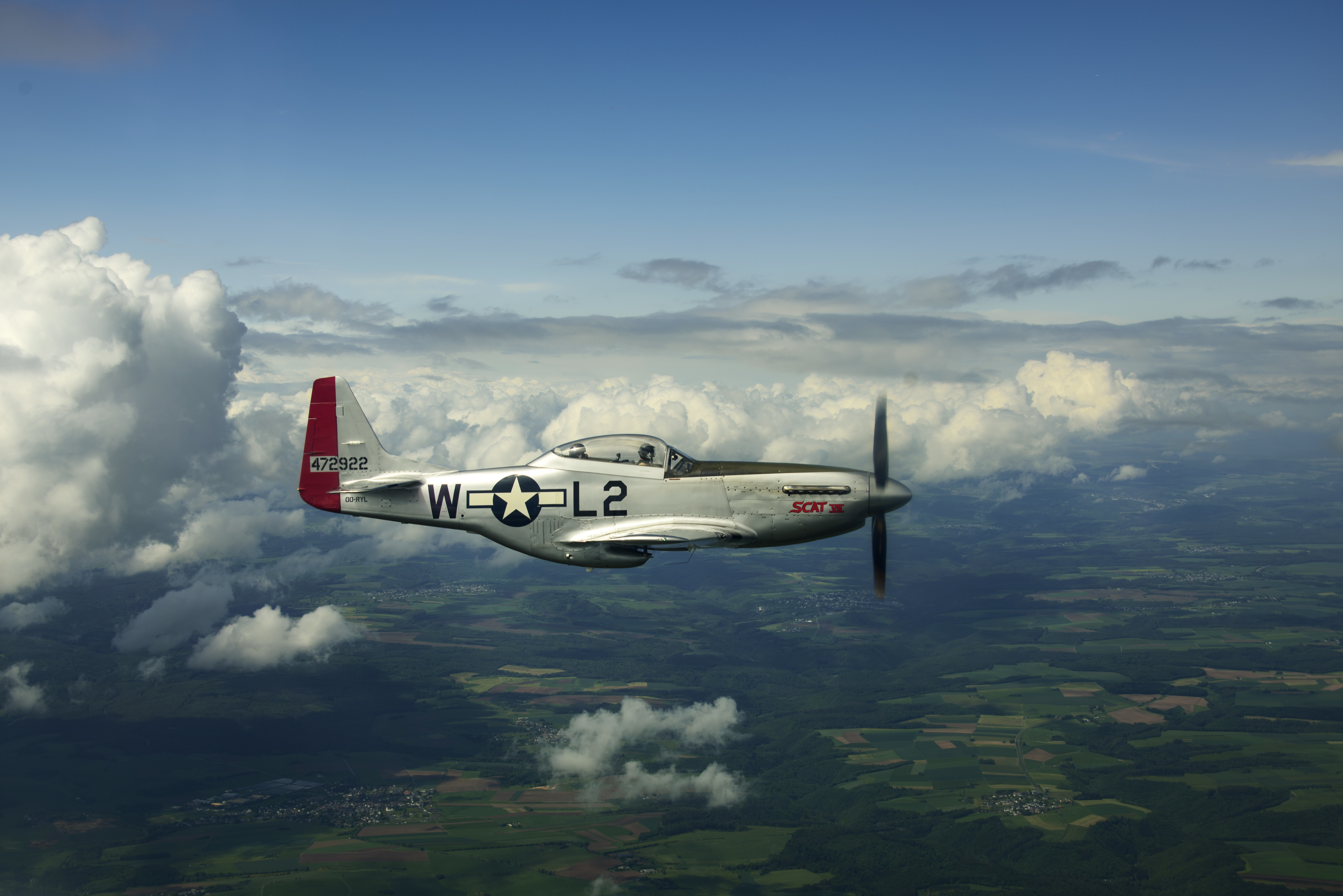
El P-51 Scat VII de Olds en vuelo en 2019

### Derribos del Mayor Robin Olds durante la Segunda Guerra Mundial 1944 - 1945
| Fecha                 | Aparato usado | Aviones derribado   |
| --------------------- | ------------- | ------------------- |
| 14 de agosto de 1944  | P-38          | 2 FW-190            |
| 25 de agosto de 1944  | P-38          | 3 Bf-109            |
| 6 de octubre de 1944  | P-51          | 1 Bf-109            |
| 9 de febrero de 1945  | P-51          | 1 Bf-109            |
| 14 de febrero de 1945 | P-51          | 2 FW-190 y 1 Bf-109 |
| 19 de marzo de 1945   | P-51          | 1 FW-190 y 1 Bf-109 |
| 7 de abril de 1945    | P-51          | 1 Bf-109            |

## Puntos destacados y tareas de la carrera
Al regresar a los Estados Unidos después de la guerra, Olds fue asignado a West Point como entrenador asistente de fútbol americano del coach Red Blaik. Al parecer resentidos por muchos en el personal por su rápido aumento de rango y gran cantidad de condecoraciones de combate, Olds transferido en febrero de 1946 al 412.º Fighter Group en March Field, California, para volar el P-80 Shooting Star, que comenzó una carrera profesional de larga duración con superiores que consideraba más promesas que ideas de guerreros.

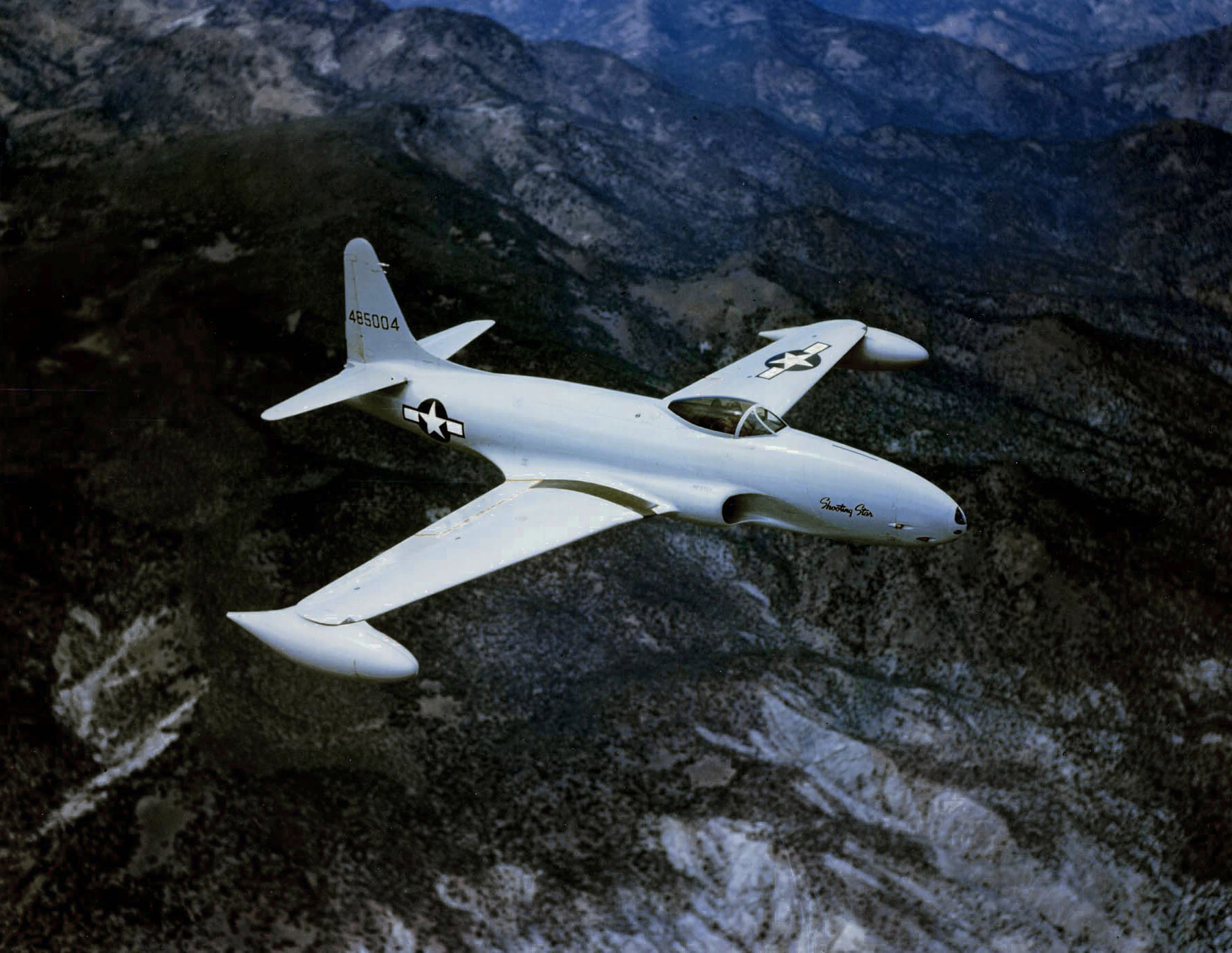
Un P-80 Shooting Star.

En abril de 1946 Olds y el teniente coronel John C. "Pappy" Herbst formaron lo que él creía que era la Fuerza Aérea. Primer equipo de demostración de acrobacia en jet. A fines de mayo, se le ordenó al 412.º que emprendiera el PROYECTO COMET, un vuelo de formación masiva intercontinental de nueve ciudades. Olds y Herbst realizaron una rutina de acrobacia de dos naves que entusiasmaron a la multitud en cada parada, destacando una escala de tres días en Washington D. C. 
En junio, Olds fue uno de los cuatro pilotos que participaron en el primer del "amanecer al anochecer", vuelo de ida y vuelta desde March Field en California a Washington D. C. Las demostraciones de jet con Herbst terminaron trágicamente el 4 de julio de 1946, cuando Herbst se estrelló en el hipódromo de Del Mar después de que su avión se paralizó durante un bis de su final de rutina en el que los P-80 hicieron un bucle mientras estaban configurados para aterrizar. 
Más tarde, ese mismo año, Olds obtuvo el segundo lugar en la Carrera de trofeos de Thompson (División Jet) de las Carreras Aéreas Nacionales de Cleveland en Brookro Park, Ohio, durante el fin de semana del Día del Trabajo. En esta primera carrera de jet de "curso cerrado", seis P-80 compitieron uno contra el otro en un recorrido de tres pilones de 30 millas de longitud.
Olds fue a Inglaterra en virtud del Programa de Intercambio de la Fuerza Aérea de los EE. UU. / Royal Air Force (RAF), en 1948. Encargado de volar el avión jet Gloster Meteor, comandó el Escuadrón n.º 1 en la Royal Air Force Station Tangmere entre el 20 de octubre de 1948 y el 25 de septiembre de 1949, el primer extranjero en comandar una unidad de la RAF en tiempos de paz. Tras su asignación de intercambio, Olds regresó a la AFB de marzo para convertirse en oficial de operaciones del 94.º Escuadrón de Cazas del 1st Fighter Group, volando el F-86A Sabre, el 15 de noviembre de 1949. Olds fue asignado para comandar el 71.º Escuadrón de Cazas, que pronto se separó de la 1.ª FG al Comando de Defensa Aérea y con sede en el aeropuerto de Pittsburgh, Pensilvania. Como resultado, se perdió el servicio en la guerra de Corea a pesar de las repetidas solicitudes para ir a combatir. 
Desalentado y en desacuerdo con la Fuerza Aérea, en la que fue visto como un iconoclasta, Olds estaba en proceso de dimisión cuando estaba convencido por un mentor, Mayor General Frederic H. Smith, Jr., quien lo trajo a trabajar al cuartel general del Eastern Eastern Defense Command en Stewart AFB. Promovido a Teniente Coronel el 20 de febrero de 1951, y al Coronel el 15 de abril de 1953, con solo treinta años de edad, Olds sirvió sin entusiasmo en varias asignaciones de personal hasta que volvió a volar en 1955. 
Al principio en el comando del 86.º Ala Interceptor en la Base Aérea de Landstuhl, Alemania, Olds luego mandó su Sabre- equipado 86.º Grupo de Interceptores de Caza desde el 8 de octubre de 1955 hasta el 10 de agosto de 1956. Luego fue nombrado jefe del Centro de Competencia de Armas en la Base Aérea de Wheelus, Libia, a cargo de todo el entrenamiento de armas de combate para las Fuerzas Aéreas de Estados Unidos en Europa hasta julio de 1958. Olds tenía tareas administrativas y de personal en el Pentágono entre 1958 y 1962 como Subjefe de la División de Defensa Aérea, Cuartel General de la USAF. 
En esta tarea preparó una serie de documentos, iconoclastas en ese momento, que pronto se convirtieron en proféticos, incluyendo la necesidad de municiones convencionales mejoradas (prediciendo la "escasez de bombas" de la Guerra de Vietnam) y la falta de cualquier entrenamiento aéreo táctico serio en la guerra convencional. 

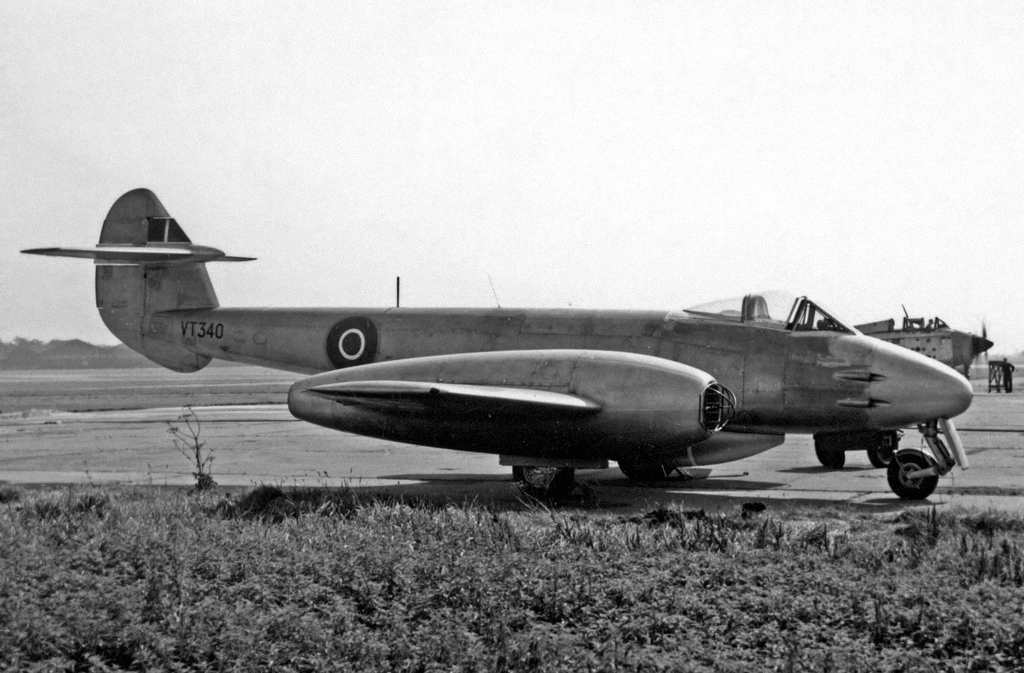
Un Gloster Meteor de la RAF.

Desde noviembre de 1959 hasta marzo de 1960, su sección trabajó intensamente para desarrollar un programa que redujera toda la estructura del CAD con el propósito de generar 6.5 mil millones de dólares para fondos clasificados para desarrollar el SR-71 Blackbird. Tras su asignación en el Pentágono, Olds asistió al National War College, donde se graduó en 1963. Posteriormente Olds se convirtió en el comandante del 81st Tactical Fighter Wing en RAF Bentwaters, Inglaterra, un ala de cazabombardero F-101 Voodoo, el 8 de septiembre de 1963. 
El 81 TFW era una unidad de combate importante en las Fuerzas Aéreas de Estados Unidos en Europa, que tenía un papel táctico nuclear y de bombardeo convencional para apoyar a la OTAN. Olds comandnó el ala hasta el 26 de julio de 1965. Como su Vicecomandante de Operaciones Olds trajo consigo al Coronel Daniel "Chappie" James, Jr., a quien había conocido durante su asignación en el Pentágono y que se convertiría en el primer general afroamericano de la Fuerza Aérea con 4 estrellas. James y Olds trabajaron juntos durante un año como equipo de comando y desarrollaron una relación profesional y social que luego se renovó en combate. Olds formó un equipo de demostración para el F-101 usando pilotos de su ala, pero sin la autorización del comando y actuó en una jornada de puertas abiertas de la Fuerza Aérea en Bentwaters. Su superior en la Tercera Fuerza Aérea intentó acusarlo en una corte marcial, pero el comandante de USAFE, el general Gabriel P. Disosway, deshecho la acusación y la cambió por la destitución del comando de la 81a TFW, la cancelación de recomendado de la condecoración de la Legión de Mérito y traslado a la sede de la Novena Fuerza Aérea en la Base de la Fuerza Aérea Shaw en Carolina del Sur.
En septiembre de 1966, Olds fue designado para comandar un escuadrón equipado con el F-4 Phantom II en el sudeste asiático. En el camino, arregló con el 4453o. Ala de Entrenamiento de la Tripulación de Combate, Base de la Fuerza Aérea Davis-Monthan, Arizona (donde el Coronel James ahora era Comandante Adjunto de Operaciones) para que lo certificaran en el F-4C, completando el programa de 14 pasos en solo cinco días. Su instructor fue el Mayor William L. Kirk, el 4453o. oficial de Evaluación y Estandarización de CCTW, quien había sido uno de los pilotos de Olds en RAF Bentwaters y quien luego comandó las Fuerzas Aéreas de los Estados Unidos en Europa como general completo. Kirk acompañó a Olds para practicar el disparo de misiles AIM-7 Sparrow y AIM-9 Sidewinder en el rango de misiles Point Mugu mientras Olds se dirigía a la Base de la Fuerza Aérea de Travis para su vuelo chárter en el extranjero. Olds recompensó a Kirk otorgándole una transferencia a su mando en Tailandia en marzo de 1967.

## Vietnam

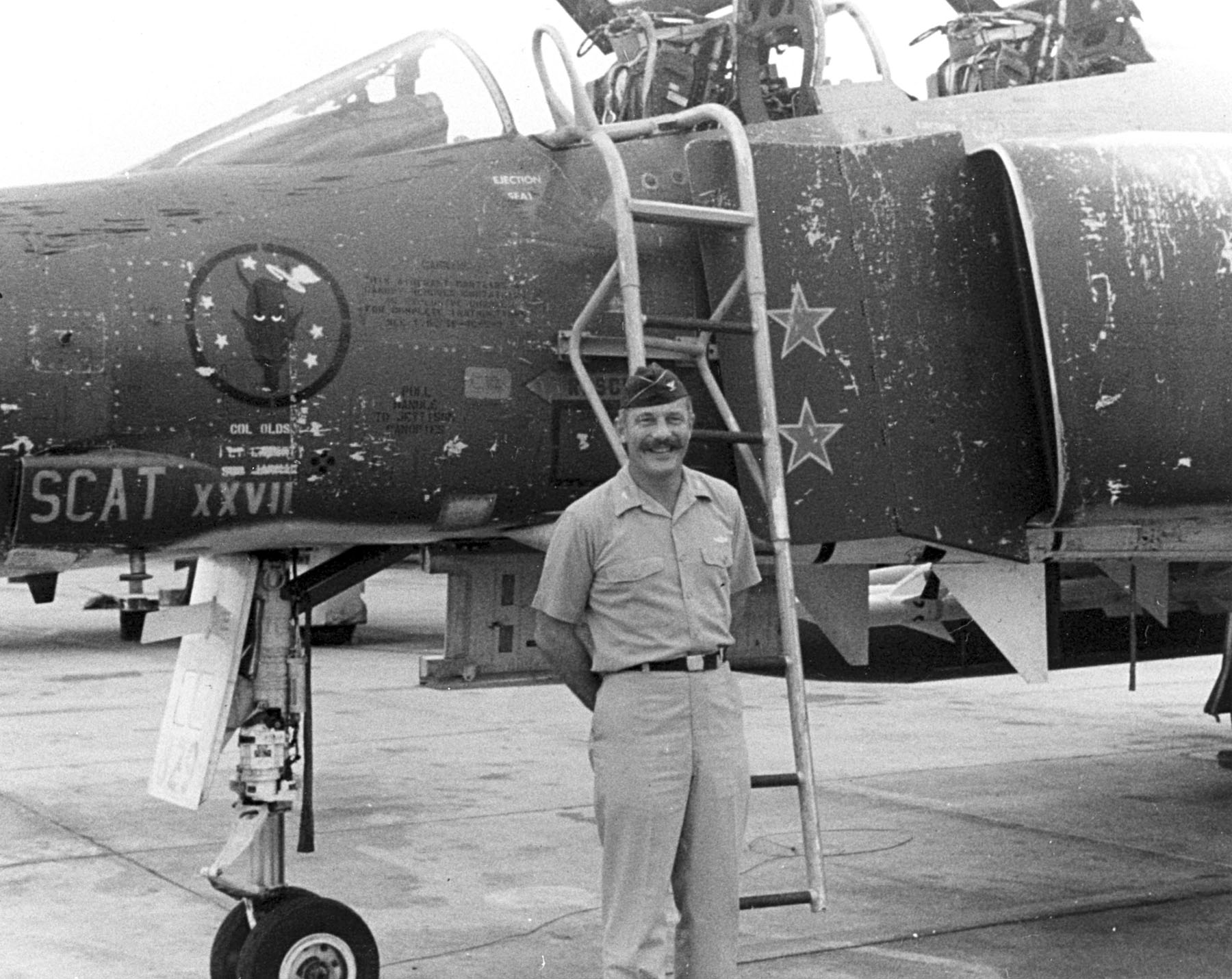
Robin Olds junto a su F-4C Phantom II Scat XXVII, en el que voló durante su tour de combate 1966–1967 en la 8a. Ala de Combate táctico. Sobre las marcas del Scat, ésta aeronave también muestra la insignia del Escuadrón de Pelea Táctico 433.º llamado Los Ángeles de Satán.

El 30 de septiembre de 1966, Olds tomó el mando de la 8a. Ala de Combate Táctico, en la Base de la Fuerza Aérea Real Tailandesa en Ubon. La falta de agresividad y liderazgo en el Ala había llevado al cambio de mando (el predecesor de Olds había volado solo 12 misiones durante los 10 meses que el Ala había estado en combate). El coronel de 44 años también marcó la pauta para su período de comando al colocarse inmediatamente en el cronograma de vuelos como si fuera un novel piloto, debajo de oficiales con menor rango que él, para desafiarlos y entrenarlos adecuadamente porque pronto los lideraría. No pediría a sus hombres nada que él mismo no pudiera hacer.
El vicecomandante de Olds era el Coronel Vermont Garrison, un as tanto en la Segunda Guerra Mundial como en la guerra de Corea, y en diciembre Olds trajo al coronel Daniel "Chappie" James, Jr., un oficial afroamericano, para reemplazar a un ineficaz subcomandante de operaciones, creando posiblemente la táctica más fuerte y más efectiva, un triunvirato en la guerra de Vietnam. La combinación Olds-James se hizo popularmente apodada "Blackman y Robin". Olds se lanzó a la guerra aérea sobre Vietnam del Norte en un F-4 Phantom II al que nombró Scat XXVII, de acuerdo con su tradición de bautizar a sus aviones de combate como los anteriores Scat.
En Vietnam Olds se enfrentaría a dos enemigos temibles, el Mikoyan-Gurevich MiG-17 Fresco y el fabuloso Mikoyan-Gurevich MiG-21 Fishbed.

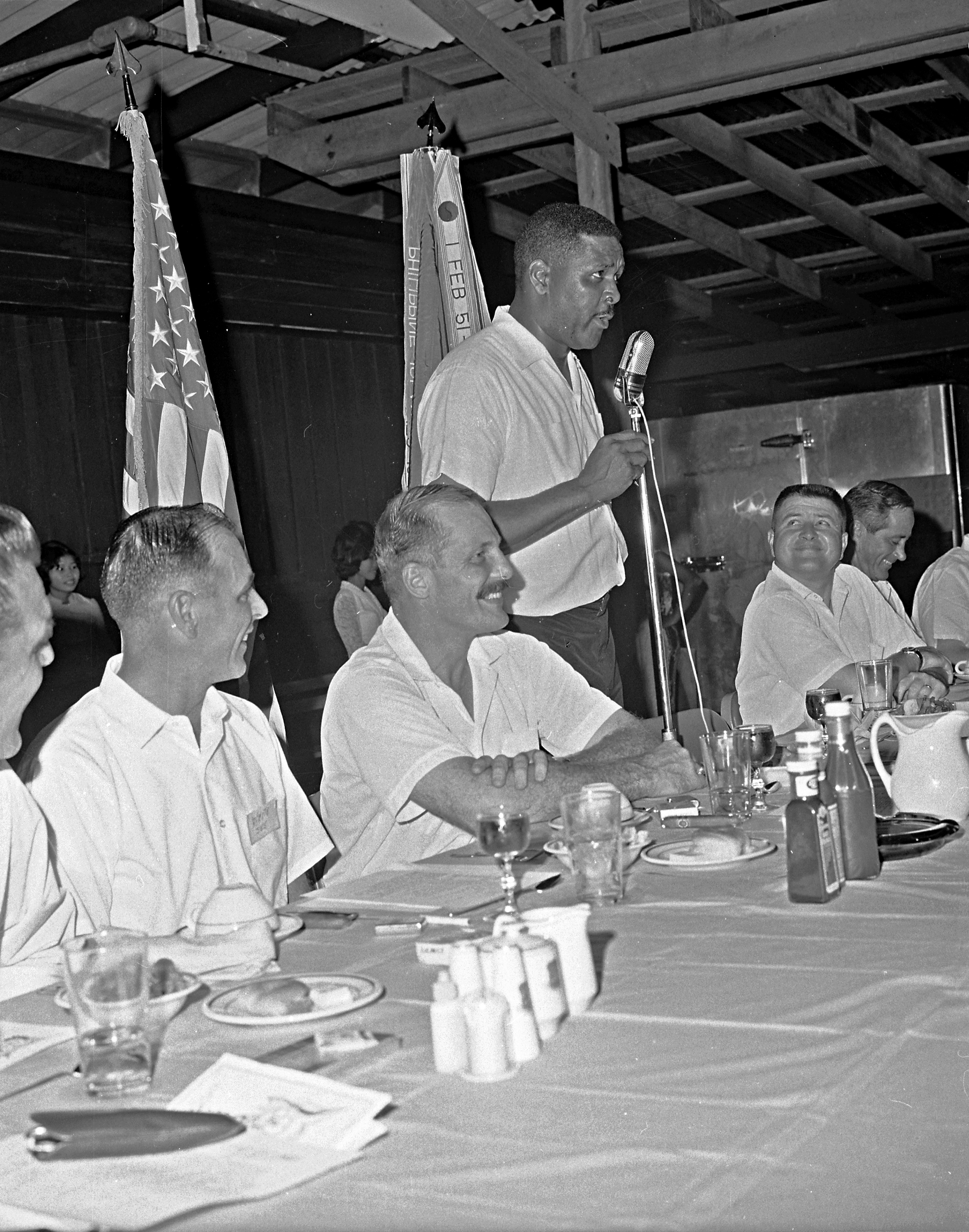
El coronel Daniel James, Jr. (de pie) en agosto de 1967 durante una conferencia en la base aérea de Ubon en Tailandia, Robin Olds se encuentra sentado a su derecha.

## Derribando MiGs Norvietnamitas
Después de proponerle la idea al comandante de la Séptima Fuerza Aérea, el Mayor General William Momyer, Olds recibió la orden de planear y ejecutar una misión para llevar a los MiG-21 norvietnamitas a una emboscada, nombre clave "Operación Bolo".

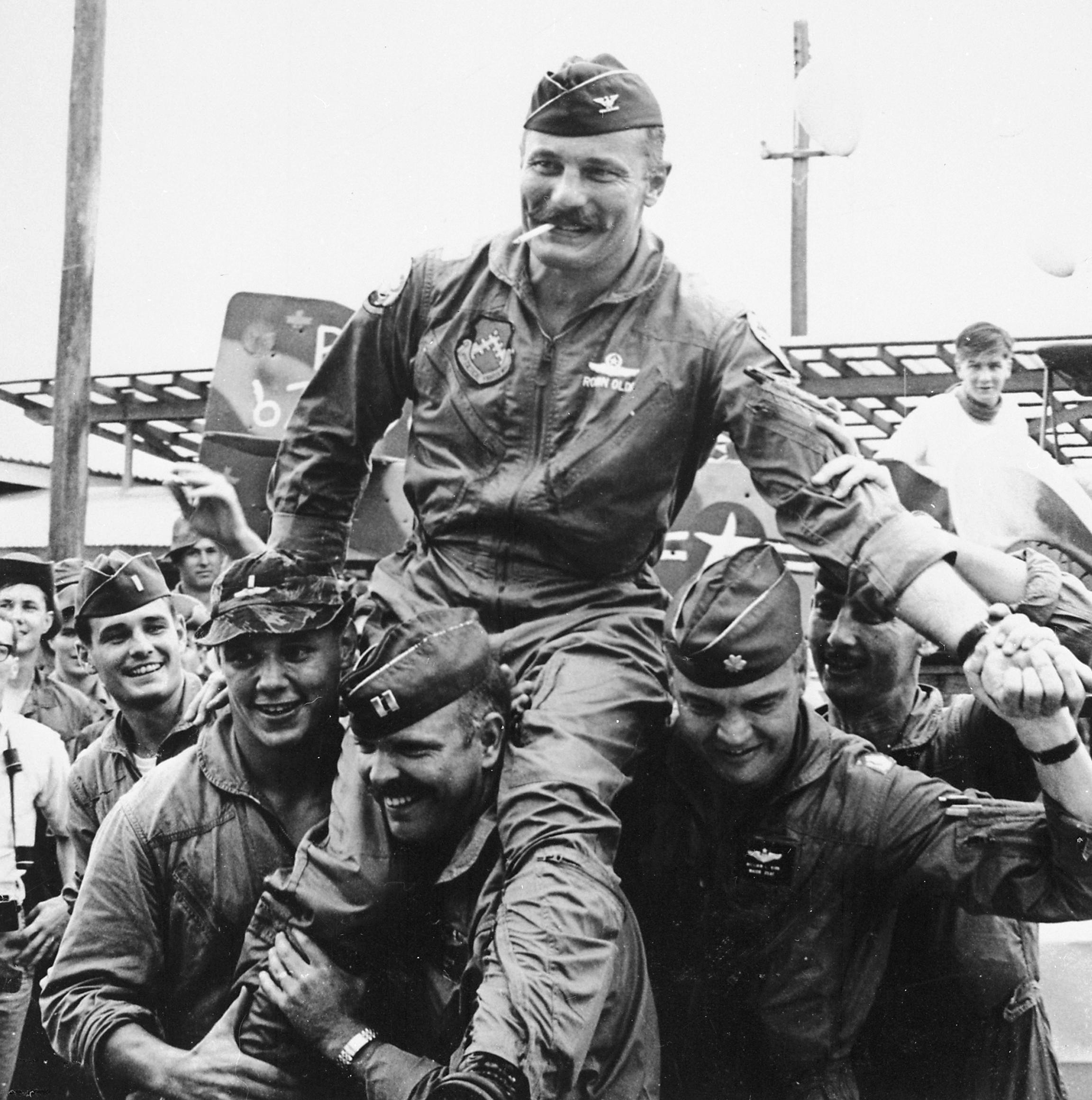
Los pilotos del "Wolfpack" de la 8a. Ala de Combate Táctico llevan en hombros a su comandante, el coronel Robin Olds, después de su última misión de combate sobre Vietnam del Norte el 23 de septiembre de 1967.

En octubre de 1966, los Thunderchief F-105 de la fuerza de ataque fueron equipados con contenedores de interferencia de radares QRC-160 cuya efectividad prácticamente puso fin a sus pérdidas con los misiles tierra-aire (llamados SAMs por sus siglas en inglés). Como resultado, los ataques de los SAM pasaron de los F-105 a los Phantoms F-4 que estaban desprotegidos debido a la escasez de contenedores interferidores. Para proteger a los F-4, en diciembre se revisaron las reglas de combate que permitieron a la MiG-PAC a escoltar a la fuerza de ataque dentro y fuera del área objetivo para restringir la penetración del MiG-PAC hasta el borde de la cobertura de los SAMs. Como resultado, las intercepciones de MiGs aumentaron, principalmente por los MiG-21 que usaron tácticas de alta velocidad de atacar y escapar contra formaciones de F-105 cargados de bombas, y aunque solo se perdieron dos bombarderos, la amenaza a la fuerza se percibió como seria.
Debido a la Operación Bolo se decidió a equipar a los F-4 con unidades de interferencia, utilizando los distintivos de llamada y las palabras de código de comunicación de las alas de los F-105 y volando con los mismos  perfiles de vuelo a través del noroeste de Vietnam, los F-4 podrían simular efectivamente una misión de bombardeo de los F-105 e incitar a los MiG-21 a interceptar a los supuestos Thunderchiefs no cargados de bombas, sino Phantoms configurados para el combate con misiles aire-aire como el Sparrow y el Sidewinder.

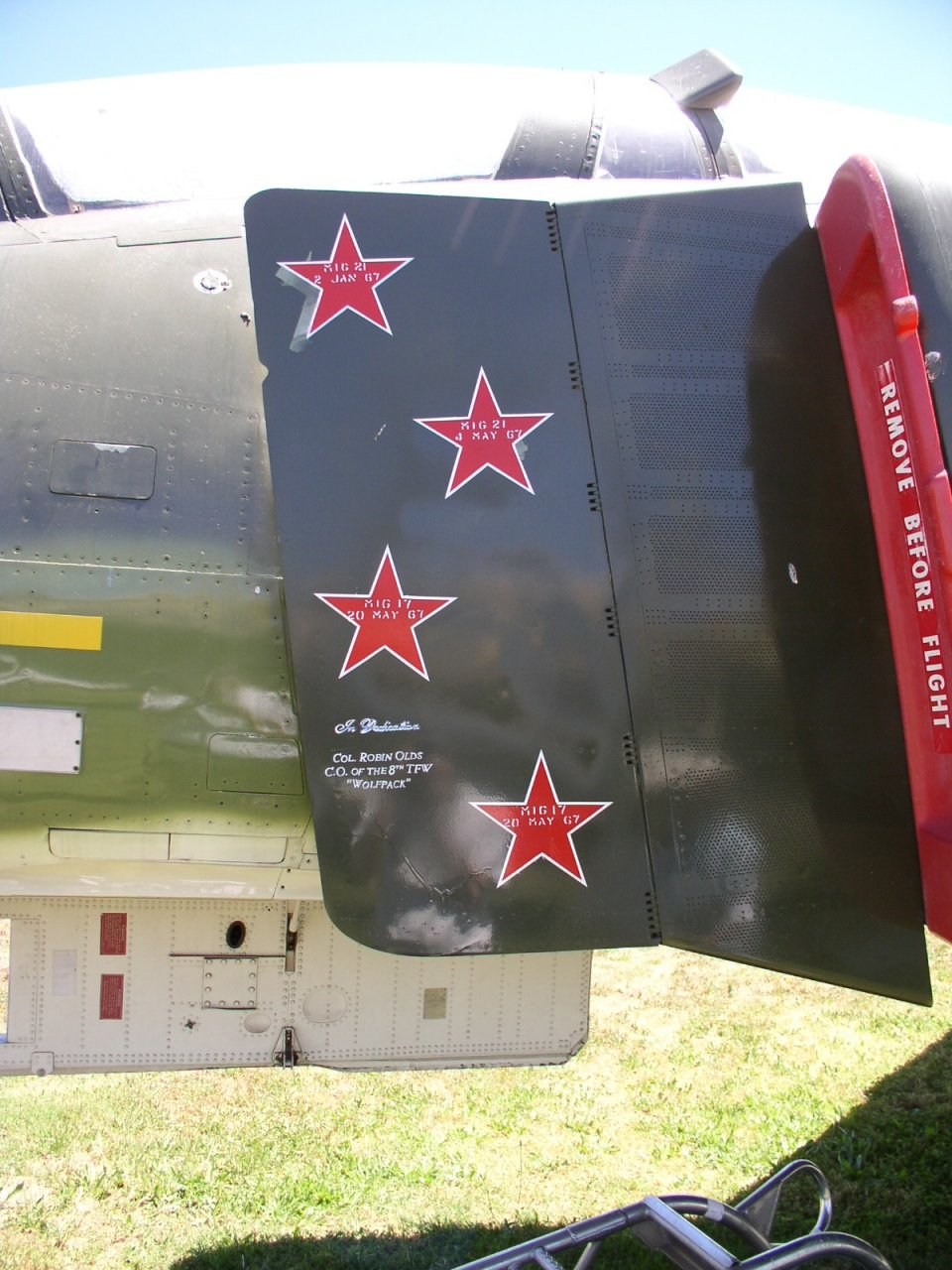
Placa deflectora del F-4C Phantom II de Olds señalando sus cuatro MiGs derrribados.

Después de un intenso período de planificación, mantenimiento e información, la misión estaba programada para el 1 de enero de 1967. El mal tiempo provocó un retraso de 24 horas, pero incluso entonces, una fuerte nevada cubrió las bases aéreas de Vietnam del Norte en Phú Yên, Gia Lam, Kép y Cat Bai cuando la fuerza de ataque estadounidense comenzó comenzó a llegar sobre el área objetivo, en intervalos de cinco minutos que separan los vuelos de los F-4. Liderando el primer vuelo, Olds sobrevoló la base principal de los MiG-21 en Phúc Yên y estaba en un segundo pase cuando los MiG finalmente comenzaron a aparecer a través de la base de nubes. Aunque al principio aparentemente de naturaleza aleatoria, rápidamente se hizo evidente que los MiGs eran intercepciones controlados desde tierra para colocar a los supuestos F-105 en una prensa entre enemigos por delante y por detrás.
Los F-4 y sus tripulaciones, sin embargo, demostraron estar a la altura de la situación y se acreditaron siete MiG-21 destruidos, casi la mitad de los 16 en servicio de la VPAF sin pérdidas de la USAF. El mismo Olds derribó a uno de los siete MiGs, por lo que él y otras tripulaciones fueron condecorados con la Estrella de Plata. Las intercepciones de los siguientes dos días por parte de los MiGs contra los aviones de reconocimiento RF-4C llevaron a una misión similar aunque a menor escala el 6 de enero, con otros dos MiG-21 derribados. La actividad de combate de la VPAF disminuyó a casi nada durante las 10 semanas posteriores, logrando así el objetivo principal de la Operación Bolo: eliminar o disminuir la amenaza de los MiGs a las formaciones de ataque.
El 4 de mayo de 1967, Olds destruyó otro MiG-21 sobre Phúc Yên. Dos semanas después, el 20 de mayo, destruyó dos MiG-17 en lo que uno de sus pilotos describió como una "persecución vengativa" después de que derribaron a su compañero de ala durante una gran ‘’pelea de perros’’ o dogfight, llevando su total a 16 derribos confirmados (12 en la Segunda Guerra Mundial y cuatro en Vietnam) lo que lo convirtió en un ‘’triple as’’. Olds afirma que después del derribo de su cuarto MiG, evitó a propósito derribar un quinto MiG, a pesar de que tenía al menos diez oportunidades para hacerlo, porque sabía que el secretario de la Fuerza Aérea, Harold Brown, lo relevaría inmediatamente del comando para regresar a los Estados Unidos como una jugada publicitaria.
Olds fue condecorado con una cuarta Estrella de Plata por liderar un ataque de bombardeo de baja altura con tres aviones el 30 de marzo de 1967 y con la Cruz de la Fuerza Aérea por un ataque al Puente Paul Doumer en Hanói el 11 de agosto, uno de los cinco concedidos con la Fuerza Aérea por esa misión. Voló su última misión de combate sobre Vietnam del Norte el 23 de septiembre de 1967.
Sus 259 misiones de combate totales incluyeron 107 en la Segunda Guerra Mundial y 152 en el sudeste asiático, 105 de las que se realizaron sobre Vietnam del Norte.
El Scat XXVII (F-4C-24-MC 64-0829), fue retirado del servicio activo y se exhibe en el Museo Nacional de la Fuerza Aérea de Estados Unidos, en la Base de la Fuerza Aérea Wright-Patterson en Ohio.

### Resumen de la Operación Bolo

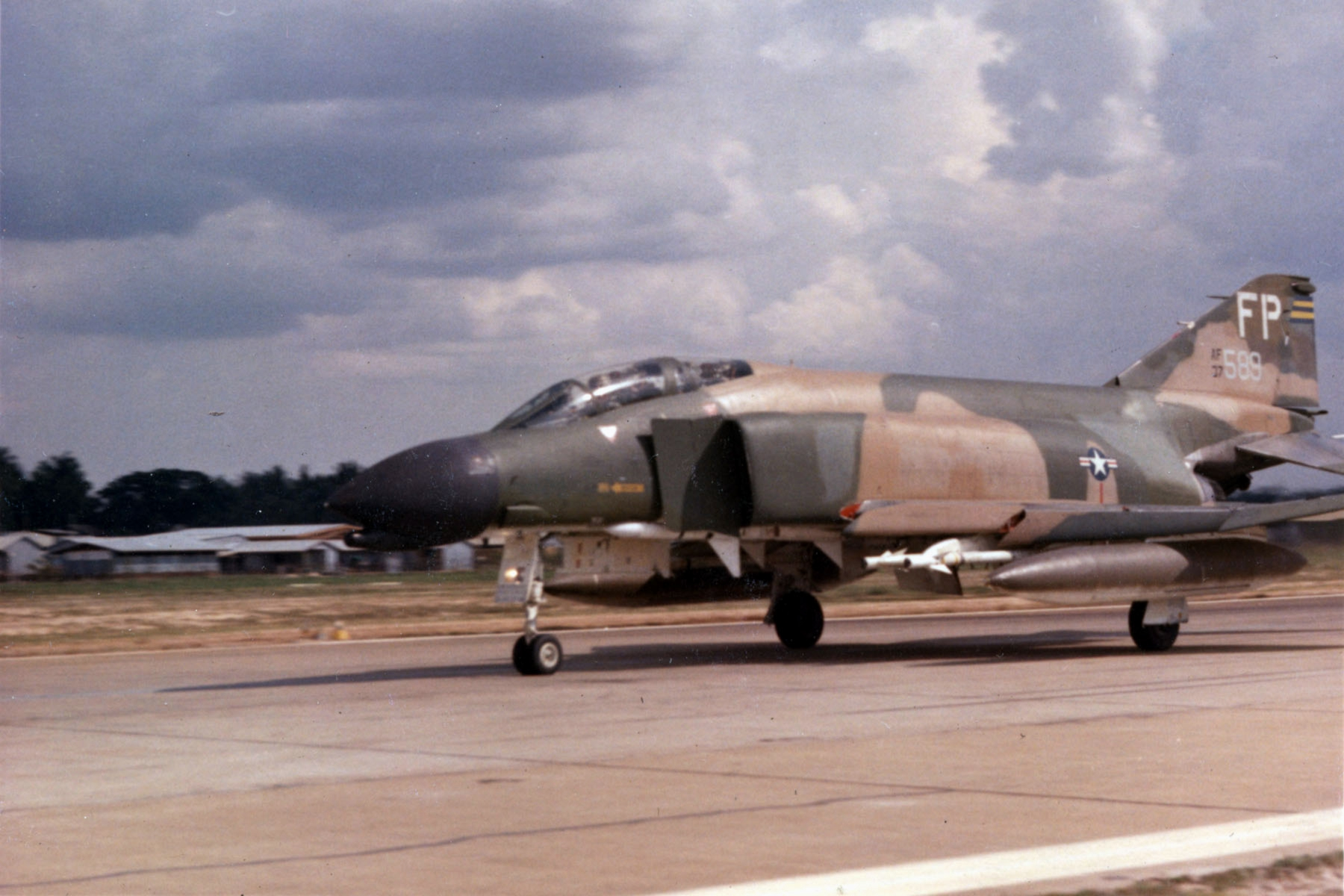
Imagen de archivo de un F-4C Phantom II de la 8a. Ala de Combate Táctico en Ubon en 1967

La siguiente tabla resume las siete victorias de los MiGs-21 de la 8a. Ala de Combate Táctico el 2 de enero de 1967:
| Escuadrón | Código     | Piloto                          | Radio operador                    | Aeronave        | Misil            |
| --------- | ---------- | ------------------------------- | --------------------------------- | --------------- | ---------------- |
| 555 TFS   | Olds 02    | Tte. 1.º Ralph F. Wetterhahn    | Tte. 1.º Jerry K. Sharp           | F-4C Phantom II | AIM-7 Sparrow    |
| 555 TFS   | Olds 04    | Cap. Walter S. Radeker III      | Tte. 1.º James E. Murray III      | F-4C Phantom II | AIM-9 Sidewinder |
| 555 TFS   | Olds 01    | Cnel. Robin Olds                | Tte. 1.º Charles C. Clifton       | F-4C Phantom II | AIM-9 Sidewinder |
| 555 TFS   | Ford 02    | Cap. Everett T. Raspberry, Jr.  | Tte. 1.º Robert W. Western        | F-4C Phantom II | AIM-9 Sidewinder |
| 433 TFS   | Rambler 04 | Mayor Philip P. Combies         | Tte. 1.º Lee R. Dutton            | F-4C Phantom II | AIM-7 Sparrow    |
| 433 TFS   | Rambler 01 | Cap. John B. Stone              | Tte. 1.º Clifton P. Dunnegan, Jr. | F-4C Phantom II | AIM-7 Sparrow    |
| 433 TFS   | Rambler 02 | Tte. 1.º Lawrence J. Glynn, Jr. | Tte. 1.º Lawrence E. Cary         | F-4C Phantom II | AIM-7 Sparrow    |

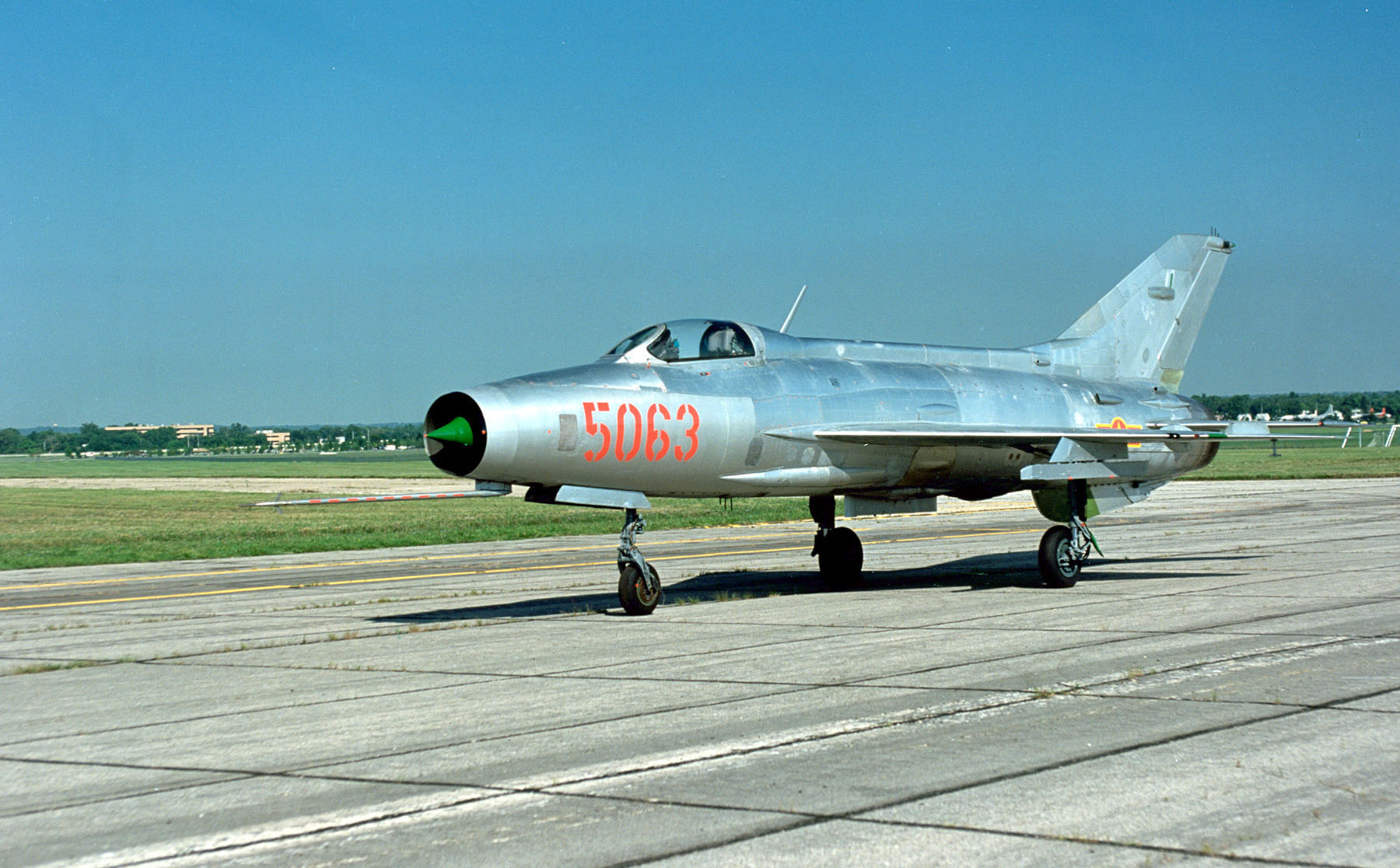
Un MiG-21 Fishbed de la Fuerza Aérea Popular Vietnamita

Por otra parte, una fuente norvietnamita confirma la pérdida de solo cinco MiGs-21 durante la Operación Bolo y declara que sus cinco pilotos se eyectaron de manera segura y sobrevivieron:
| Unidad | Piloto           | Resultado            | Aeronave   | Serial |
| ------ | ---------------- | -------------------- | ---------- | ------ |
| 921 FR | Vu Ngoc Dinh     | Derribado y eyectado | MiG-21/PFL | 4228   |
| 921 FR | Nguyen Duc Thuan | Derribado y eyectado | MiG-21/PFL | 4125   |
| 921 FR | Nguyen Dang Kinh | Derribado y eyectado | MiG-21/PFL | 4126   |
| 921 FR | Bui Duc Nhu      | Derribado y eyectado | MiG-21/PFL | 4224   |
| 921 FR | Nguyen Ngoc Do   | Derribado y eyectado | MiG-21/PFL | 4029   |

Cuando los F-4 aterrizaron su base en Ubon, sus equipos de tierra se alinearon en la pista. Cuando cada Phantom pasaba, se abrían las cabinas, los pilotos indicaban con los dedos en alto el número de los derribos que habían conseguido. De los 16 MiGs-21 que se sabe que estaban en el inventario de la VPAF, de 11 a 14 habían sido involucrados ese día (dependiendo de la fuente), con siete destruidos y otros dos derribos probables por el Mayor Philip P. Combies / Rambler 04 y el Mayor Herman L. Knapp / Rambler 03. Años más tarde, fuentes del gobierno vietnamita admitieron que la Operación Bolo del 2 de enero de 1967 fue uno de los peores días para la VPAF durante la guerra. La VPAF afirmó haber perdido cinco MiGs-21.
Para los norvietnamitas (y sus aliados soviéticos que suministraron el avión MiG-21 y ayudaron a establecer la red de defensa aérea integrada), los dos reveses del 2 de enero y del 5 al 6 de enero de 1967 los obligaron a poner en tierra los MiGs durante varios meses para el reentrenamiento y el diseño de nuevas tácticas.

### Derribos confirmados del Coronel Robin Olds durante sutouren Vietnam 1966 - 1967

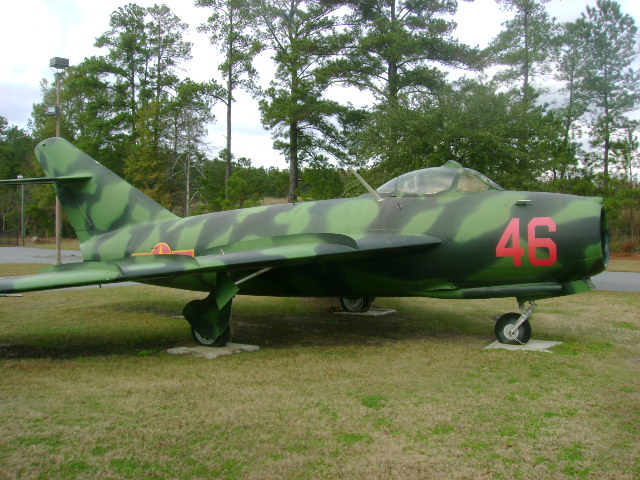
Un MiG-17 Fresco norvietnamita.

| Fecha              | Aparato         | Avión derribado |
| ------------------ | --------------- | --------------- |
| 2 de enero de 1967 | F-4C Phantom II | MiG-21          |
| 4 de mayo de 1967  | F-4C Phantom II | MiG-21          |
| 20 de mayo de 1967 | F-4C Phantom II | MiG-17          |
| 20 de mayo de 1967 | F-4C Phantom II | MiG-17          |

### El bigote de Olds

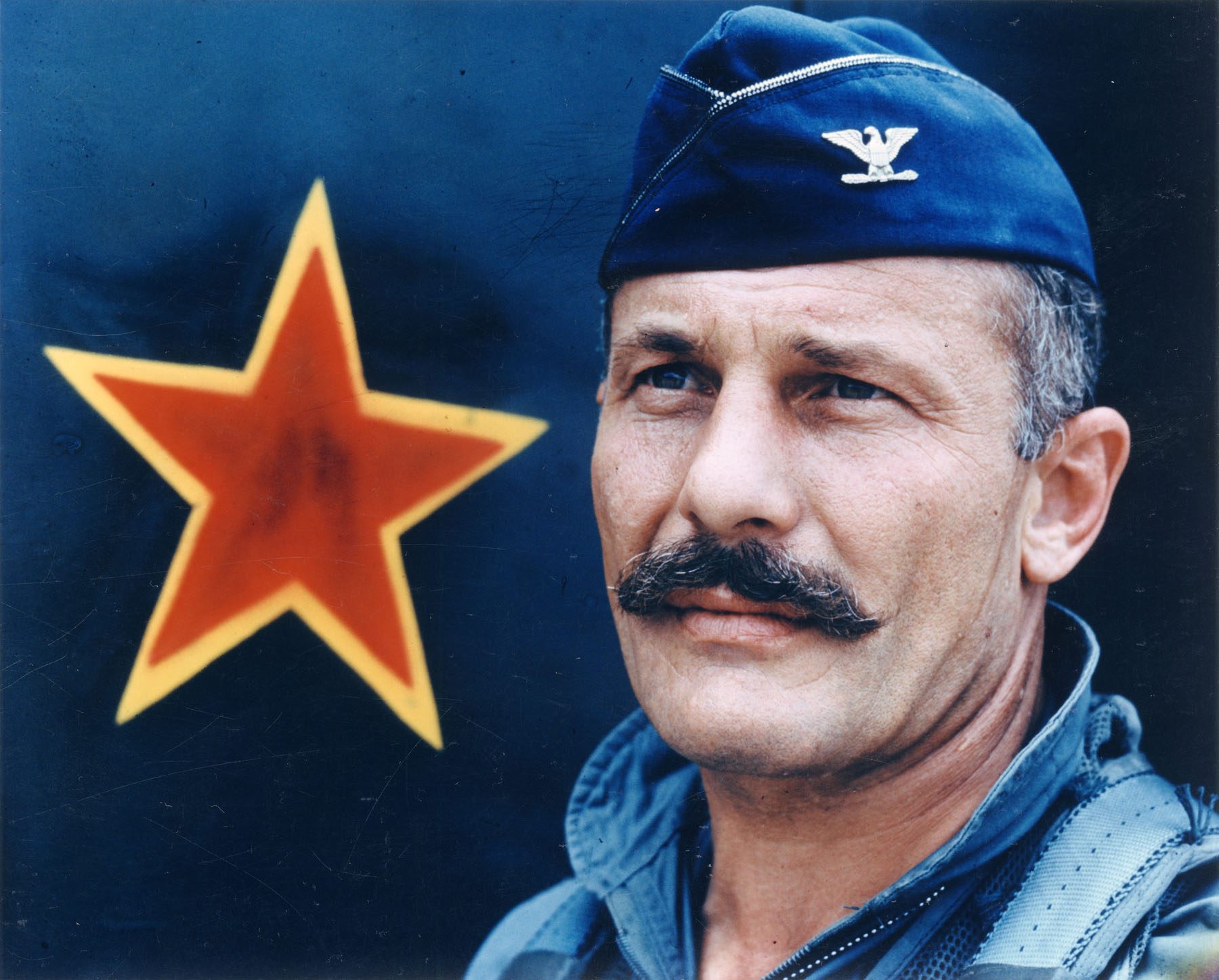
El bigote de Olds durante su época en la guerra de Vietnam tipo manubrio de motocicleta.

Olds era conocido por su bigote extravagantemente encerado (y definitivamente no reglamentario), que lucía en Vietnam. Era una superstición común entre los pilotos, hacer crecer un, "bigote a prueba de balas", pero Olds también usó el suyo como "un gesto de desafío. A los niños en la base les encantó. A la mayoría les creció el bigote". Olds comenzó el bigote a raíz del éxito de la Operación Bolo y lo dejó crecer más allá de la longitud reglamentaria porque "se convirtió en el dedo medio que no podía levantar en las fotografías de relaciones públicas. El bigote se convirtió en mi última palabra silenciosa en las batallas verbales .... Con un cuartel general superior sobre las reglas, los objetivos y peleando la guerra ". Sin embargo, regresar a casa marcó el final de esta extravagancia. Cuando informó a su primera entrevista con el jefe de Estado Mayor de la Fuerza Aérea, John P. McConnell, McConnell se acercó a él, se metió un dedo debajo de la nariz y le dijo: "quítatelo". Olds respondió: "Sí, señor".
Por su parte, Olds no estaba molesto con la orden, recordando:

A decir verdad, no era tan aficionado a la maldita cosa para entonces, pero se había convertido en un símbolo para los hombres del 8º Ala. Sabía que McConnell lo entendía. Durante sus visitas a Ubon durante el año pasado, nunca se había referido a mi incumplimiento de los estándares militares, solo parecía divertido por la variedad que lucían muchas de las tropas. (Fue) la orden más directa que recibí en veinticuatro años de servicio.

El incidente con el mostacho se atribuye al impulso de una nueva tradición de la Fuerza Aérea, "Bigote March", en la que la tripulación, los controladores aéreos y aviadores de todo el mundo muestran solidaridad por una "protesta" simbólica, aunque de buen carácter, durante un mes contra las regulaciones de vello facial de la Fuerza Aérea.

## Fechas efectivas de los rangos de Robin Olds

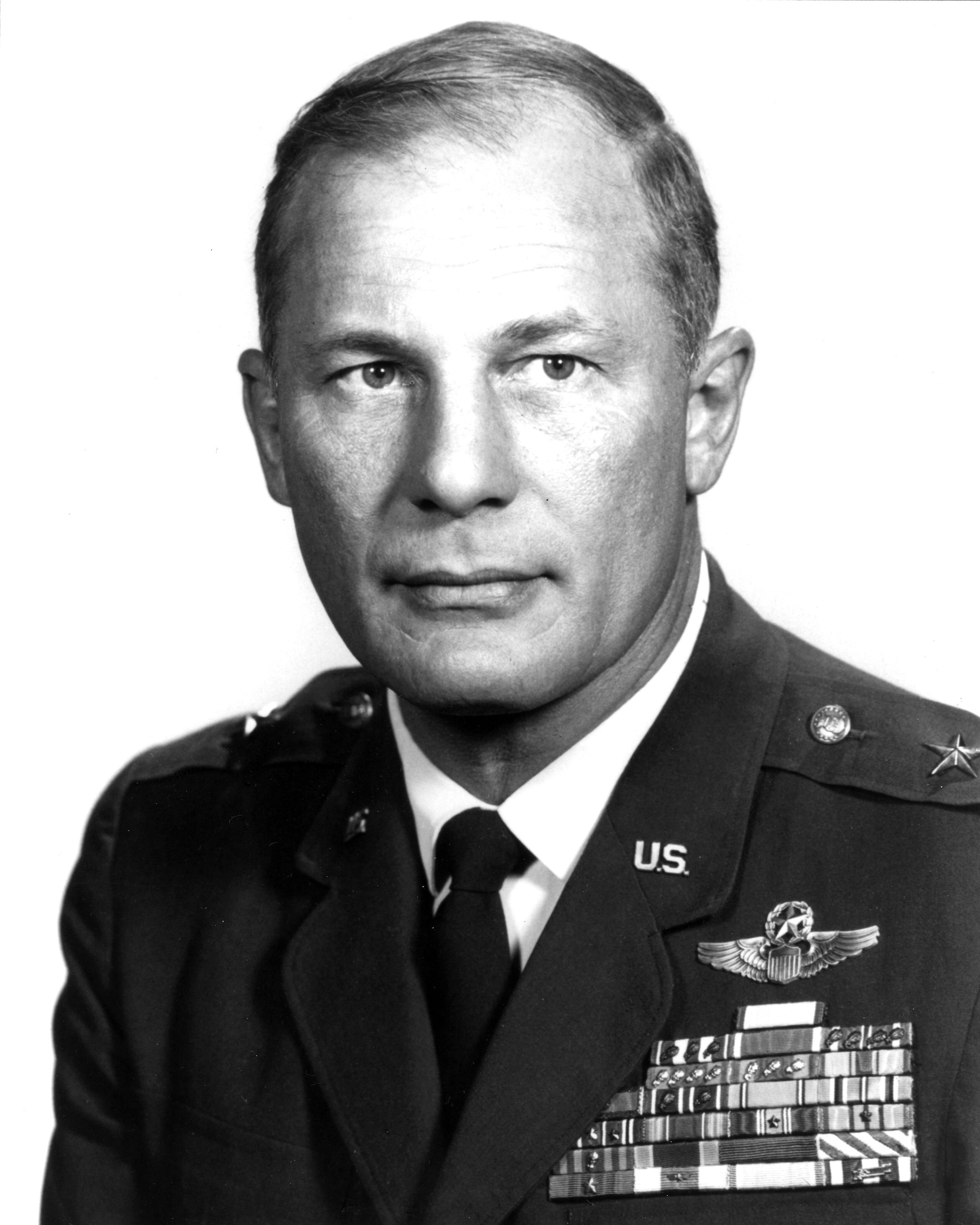
El Gen. Robin Olds en un retrato oficial de la Fuerza Aérea

- Teniente 2.º 1 de junio de 1943.
- Teniente 1.º 1 de diciembre de 1943.
- Capitán 24 de julio de 1944.
- Mayor 25 de marzo de 1945.
- Teniente coronel 20 de febrero de 1951.
- Coronel 15 de abril de 1953.
- Brigadier general 1 de junio de 1968.

## Vida personal
Olds fue brevemente hermanastro del autor Gore Vidal después de que el padre de Olds se casó por cuarta vez en junio de 1942 con Nina Gore Auchincloss. Su padre murió de neumonía el 28 de abril de 1943, después de la hospitalización por pericarditis constrictiva y endocarditis de Libman-Sacks, a la edad de 46 años, justo antes de la graduación de Olds de West Point.

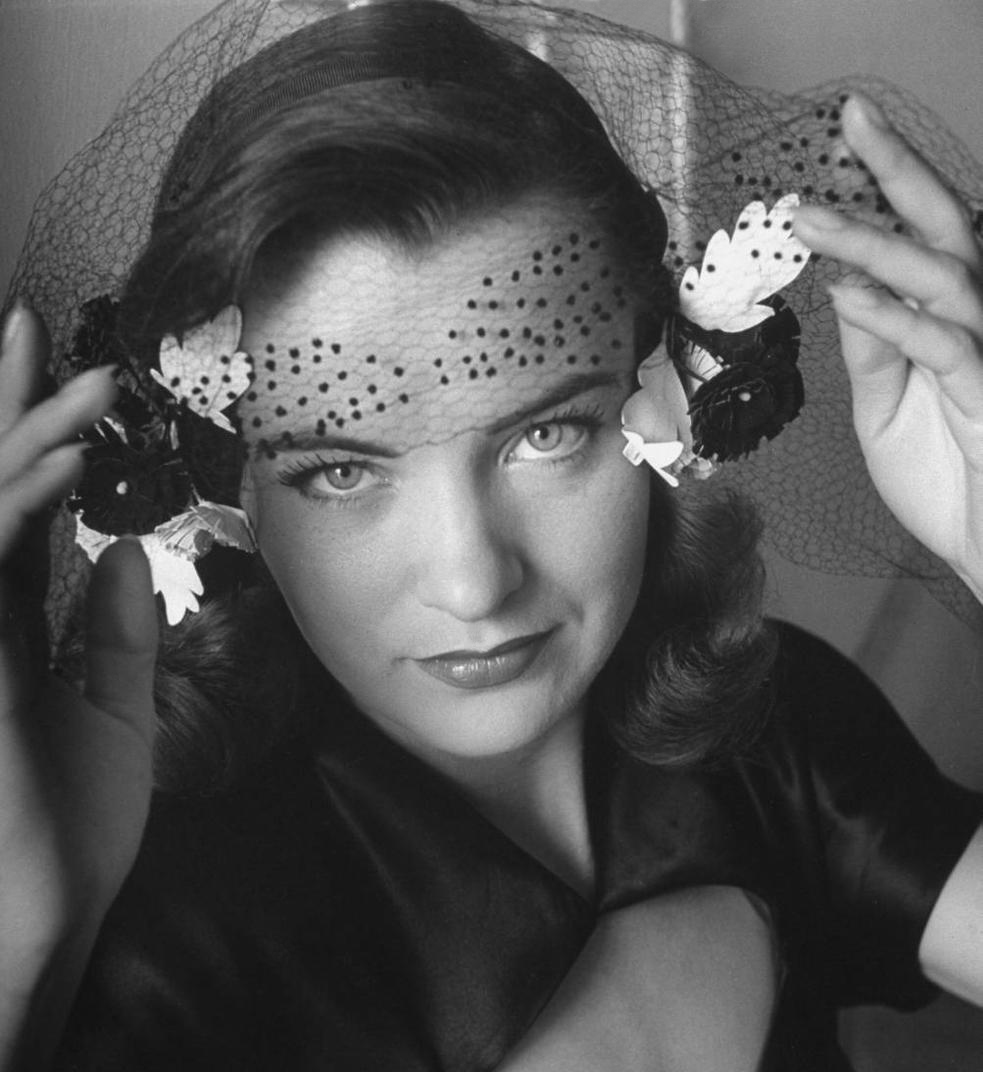
La primera esposa de Olds, la actriz Ella Raines

En 1946, mientras vivía en March Field, Olds conoció a la actriz de Hollywood (y una "chica pin-up") Ella Raines en una cita a ciegas en Palm Springs. Se casaron en Beverly Hills el 6 de febrero de 1947 y tuvieron a:
- Christina Olds.
- Susan Olds (1953–2018).
- Robert Ernest Olds, que nació muerto en 1958.

La mayor parte de su matrimonio de 29 años, marcado por frecuentes y largas separaciones, fue un matrimonio turbulento debido a un choque de estilos de vida, particularmente la negativa de ella a vivir en casas del gobierno en las bases aéreas. Robin Olds y Ella Raines se separaron en 1975 y se divorciaron en 1976. Robin se casó con Abigail Morgan Sellers Barnett en enero de 1978 y se divorciaron después de quince años de matrimonio.
En su retiro en Steamboat Springs, Colorado, Olds surgió una nueva pasión, el esquí y sirvió en la comisión de planificación de la ciudad. Fue activo en hablar en público, realizando 21 eventos en 2005 y 13 en 2006.

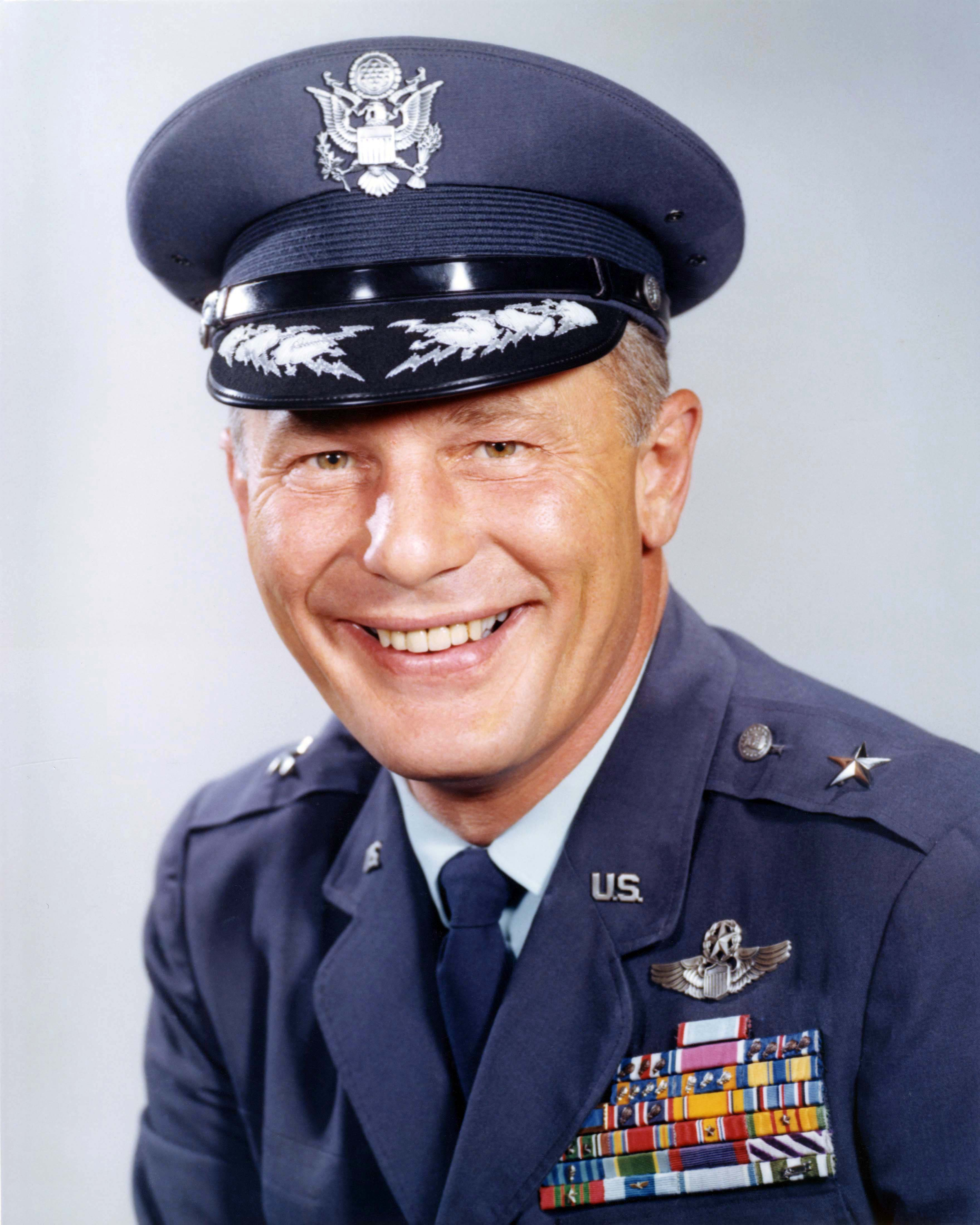
Retrato oficial del general brigadier Robin Olds, comandante de cadetes de la Academia de la Fuerza Aérea de los Estados Unidos, 1967–71

La afición de Olds por el alcohol era bien conocida. John Darrell Sherwood, en su libro Fast Movers: Jet Pilots and the Vietnam Experience, postula que el consumo excesivo de alcohol de Olds perjudicó su carrera posterior a Vietnam. El 12 de julio de 2001, Olds fue arrestado por conducir bajo los efectos del alcohol y resistirse al arresto cerca de su casa en Steamboat Springs. Olds, hospitalizado brevemente durante el incidente por cortes faciales, se declaró culpable. Olds fue puesto en libertad condicional por un año y se le ordenó pagar casi 900 dólares en multas y costos, asistir a un curso de educación sobre alcohol y realizar 72 horas de servicio comunitario.
Días después, el 21 de julio de 2001, Olds fue consagrado en Dayton, Ohio, en el Salón de la Fama de la Aviación Nacional de 2001, junto con el piloto de pruebas Joseph H. Engle, al as del Cuerpo de Marines Marion E. Carl y a Albert Lee Ueltschi. Se convirtió en la única persona consagrada tanto en el Salón de la Fama de la Aviación Nacional como en el Salón de la Fama del Fútbol Universitario.

## Muerte
En marzo de 2007, Olds fue hospitalizado en Colorado por complicaciones de cáncer de próstata en fase 4. La noche del 14 de junio de 2007 murió de insuficiencia cardíaca congestiva en Steamboat Springs, Colorado, un mes antes de cumplir 85 años. Fue honrado con un vuelo elevado y servicios en la Academia de la Fuerza Aérea de los Estados Unidos, donde se encuentran sus cenizas, el 30 de junio de 2007.
Olds es recordado como el Ejemplar de la Clase de la Academia de 2011, que había comenzado el Entrenamiento Básico de Cadetes, el primer paso para convertirse en oficiales de la Fuerza Aérea, dos días antes del funeral de Olds.

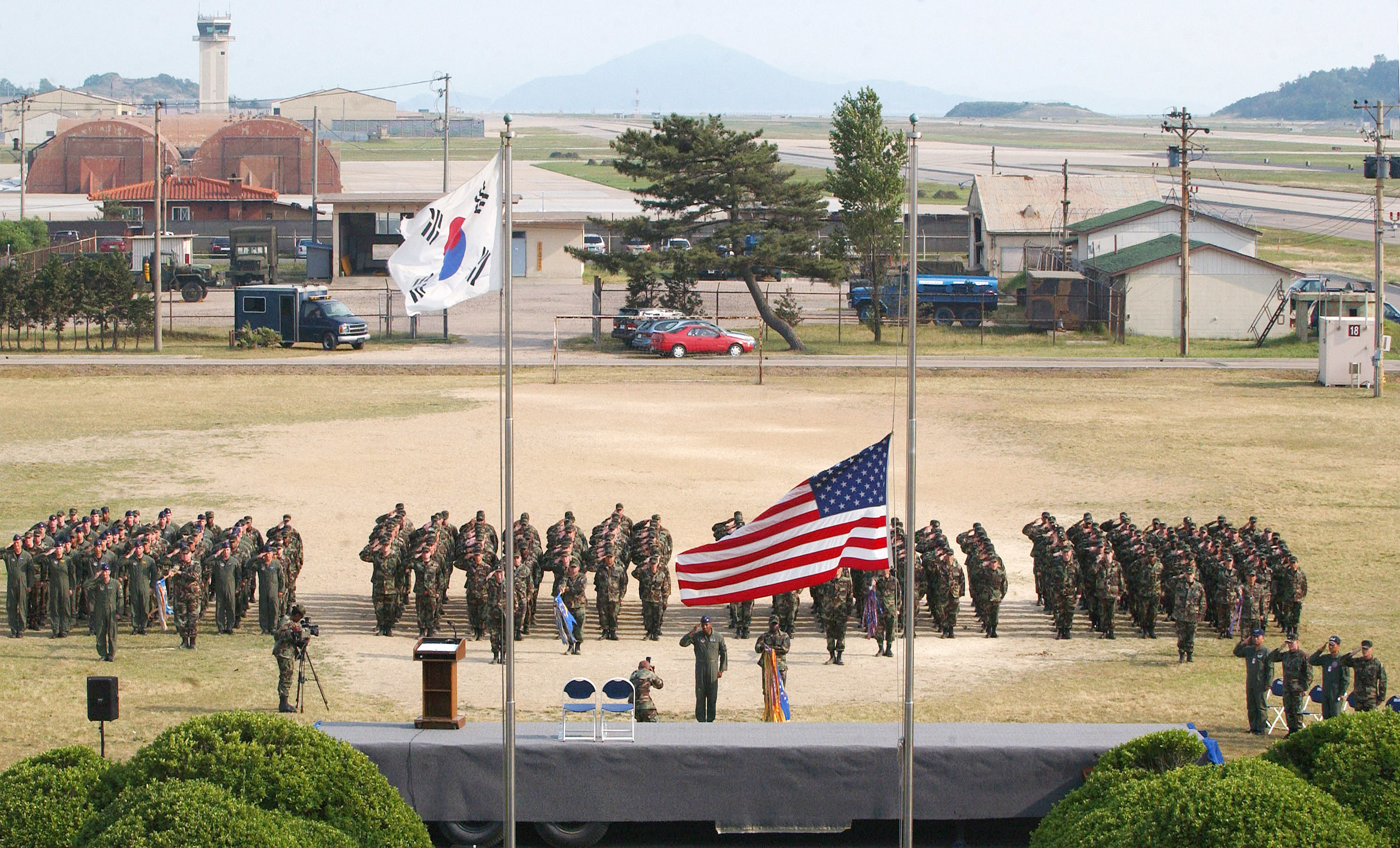
Evento conmemorativo por la 8a. Ala Táctica de Combate en la Base Aérea de Kunsan el 19 de junio de 2007 a la memoria del General Robin Olds.